# Академія музики та мистецтв Албанії
Академія музики та мистецтв Албанії — головний вищий навчальний заклад Албанії в галузі мистецтва і музики. 
Струкутура установи включає такі факультети:
- факультет музики;
- мистецький факультет;
- факультет сценографії.

## Історія
Навчальний заклад був заснований в 1966 році як Вищий інститут мистецтв (алб. Instituti i Lartë i Arteve), об'єднавши три інститути: тиранську державну консерваторію (алб. Konservatorin Shtetëror të Tiranës), Вищу школу образотворчих мистецтв (алб. Shkollën e Arteve të Bukura) і Акторську школу «Олександра Моїсіу» (алб. Shkollën e Lartë të Aktorëve "Aleksandër Moisiu"). 
У 1991 році Інститут мистецтв був перейменований в Академію мистецтв. 12 жовтня 2009 року вона була нагороджена орденом «Великого магістра». 23 березня 2011 рішенням Ради Міністрів Албанії, Академія мистецтв була перейменована в Університет мистецтв, який почав свою діяльність з 2011/2012 навчального року.

## Джерело-посилання
- Офіційний вебсайт Академії [Архівовано 7 березня 2022 у Wayback Machine.]